# Ulica szaleństw
Ulica szaleństw (ang. 42nd Street) – amerykański musical filmowy z 1933 roku w reżyserii Lloyda Bacona. Został zrealizowany w erze Pre-Code.

## Obsada
- Warner Baxter jako Julian Marsh
- Ruby Keeler jako Peggy Sawyer
- Bebe Daniels jako Dorothy Brock
- George Brent jako Pat Denning
- Ginger Rogers jako Ann Lowell
- Una Merkel jako Lorraine Fleming
- Dick Powell jako Billy Lawler
- Guy Kibbee jako Abner Dillon

## Nagrody i nominacje
| Nazwa nagrody | Wygrane       | Nominacje |
| ------------- | ------------- | --- |
| Oscar         | bez rezultatu | 1934 Najlepszy film wytwórnia Warner Bros. Najlepszy dźwięk Nathan Levinson Warner Bros. Studio Sound Department |

## Wyróżnienia
| Rok wyróżnienia | Amerykański Instytut Filmowy                           | Miejsce |
| --------------- | ------------------------------------------------------ | --- |
| 2004            | Lista 100 najlepszych piosenek filmowych wszech czasów | 97.miejsce „42nd Street”, wyk. Ruby Keeler oraz Dick Powell i dziewczęcy chór                                            |
| 2005            | Lista 100 najlepszych kwestii filmowych wszech czasów  | 87. miejsce Warner Baxter jako Julian Marsh: „Sawyer, you're going out a youngster, but you've got to come back a star!” |
| 2006            | Lista 100 Lat Musicali                                 | 13. |